# Gordon Lightfoot
Gordon Meredith Lightfoot, Jr. (Orillia, 17 novembre 1938 – Toronto, 1º maggio 2023) è stato un cantautore canadese.
Fu la prima star del Canada per quanto riguarda la country music. Figura fra gli artisti che si sono esibiti nella trasmissione televisiva Top of the Pops (1971).
Nato nella città di Orillia, Lightfoot divenne già in giovane età un nome di risonanza all'interno del panorama della musica folk, country e pop. Iniziò ad esibirsi negli anni sessanta collaborando con Phil Ochs ed entrò nelle classifiche di vendita a partire dal decennio successivo con brani come If You Could Read My Mind (1970), Sundown (1974) (prima posizione nella Billboard Hot 100 e in Canada per tre settimane e quarta in Australia), Carefree Highway (1974) (decima posizione nella Billboard Hot 100), Rainy Day People (1975) e The Wreck of the Edmund Fitzgerald (1976) (brano composto in memoria dell'affondamento della SS Edmund Fitzgerald).
L'album Sundown raggiunse la prima posizione per due settimane nella Billboard 200 e per cinque settimane in Canada.
Sue canzoni sono state incise da numerosi artisti fra cui Elvis Presley, Johnny Cash (If You Could Read My Mind, in American V: A Hundred Highways), Marty Robbins, George Hamilton IV, Jerry Lee Lewis, Bob Dylan (Early Morning Rain, in Self Portrait, Shadows live a Edmonton il 9-ott-2012), Judy Collins, Barbra Streisand, Johnny Mathis, Richie Havens, Harry Belafonte, Tony Rice, Sandy Denny (con i Fotheringay), Scott Walker, Sarah McLachlan, John Mellencamp e The Dandy Warhols (The Wreck of the Edmund Fitzgerald, in The Black Album-Come on Feel the Dandy Warhols).
Vincitore di quindici Juno Award, era Compagno dell'Ordine del Canada e Membro dell'Ordine dell'Ontario. 
Secondo il collega e connazionale Robbie Robertson di The Band, era uno dei maggiori cantautori canadesi, da considerarsi alla stregua di un patrimonio nazionale.

## Biografia

### Primi anni
Lightfoot iniziò a cantare da bambino in registro sopranile sotto la guida di Ray Williams, direttore del coro dell'Orillia's St. Paul's United Church. Williams, secondo i racconti dello stesso Lightfoot, gli insegnò a cantare con emozione e ad avere confidenza nella propria voce. Periodicamente si esibì in operette e oratori trasmessi dalle radio locali della zona di Orillia o rappresentati in festival musicali.
Aveva dodici anni quando debuttò alla Massey Hall di Toronto dopo aver vinto fra i teenager. Nell'adolescenza imparò a suonare il pianoforte, la batteria e le percussioni. Si avvicinò alla chitarra acustica successivamente, al tempo della high school, quando le sue esibizioni in pubblico iniziarono ad incrementarsi. Ad influenzarlo maggiormente fu, in quel periodo, il cantautore statunitense Stephen Foster.
Lightfoot si trasferì in California a vent'anni, nel 1958 per studiare composizione jazz ed orchestrazione all'Hollywood's Westlake College of Music, frequentato da altri studenti canadesi. Per mantenersi agli studi, cantò in registrazioni demo scrivendo, arrangiando e producendo jingle musicali pubblicitari. Fu in quel periodo che subì l'influenza della folk music di Pete Seeger, Bob Gibson, Ian and Sylvia Tyson e The Weavers.
Tornato in Canada nel 1960, Lighfoot si unì al gruppo Swinging Eight, attivo sulla rete televisiva pubblica CBC con il programma Country Hoedown. Suonò poi anche con i Gino Silvi Singers facendosi un nome nelle coffee houses di Toronto che promuovevano la folk music.

### Il successo
Nel 1962, Lightfoot incise due singoli che divennero degli hit canadesi grazie alla diffusione radiofonica che ebbero. Il primo, (Remember Me) I'm the One, raggiunse a luglio il terzo posto nelle classifiche radiofoniche locali piazzandosi fra le canzoni top 20 nella classifica della CKGM di Montréal, al tempo una fra le più influenti stazioni radio canadesi. Il successivo, Negotiations/It's Too Late, He Wins, raggiunse la ventisettesima posizione nella chart CHUM ia dicembre.
Lightfoot cantò anche in quel periodo in coppia con Terry Whelan in un duo chiamato Two-Tones: assieme registrarono un album live che venne commercializzato sempre nel 1962 e che era intitolato Two-Tones at the Village Corner (1962, Chateau CLP-1012).
Nel 1963, il cantautore canadese si recò in Europa, esattamente nel Regno Unito, per lavorare per un anno al programma della BBC Television Country and Western Show. L'anno successivo fece ritorno in Canada per partecipare al Mariposa Folk Festival in una delle sue prime apparizioni come cantautore.
Il duo Ian and Sylvia incise le sue Early Mornin' Rain (che sarebbe stata poi ripresa nel 1970 anche da Bob Dylan per il suo album Self Portrait) e For Lovin' Me; un anno dopo le medesime canzoni venivano registrate anche da Peter, Paul and Mary. Altre registrazioni di queste canzoni sarebbero poi venute da parte di altri artisti come Judy Collins, The Kingston Trio, Elvis Presley, Chad and Jeremy, George Hamilton IV e Johnny Mann Singers.
Altre canzoni ancora di Lightfoot sono state poi portate al successo da Marty Robbins (Ribbon of Darkness), Leroy Van Dyke (I'm Not Saying) e Richie Havens (I Can't Make It Anymore).

#### Gli anni con la United Artists
Nel 1965, Lightfoot firmò un contratto con il manager Albert Grossman, che al tempo era anche rappresentante di Bob Dylan, firmando contestualmente un contratto discografico con la United Artists: il primo singolo con questa etichetta da lui inciso fu una propria versione di I'm Not Saying.
Questo periodo di attività fu sostenuto dalle partecipazioni al Newport Folk Festival, al The Tonight Show e da concerti alla Town Hall di New York. L'anno seguente, incise l'album di debutto Lightfoot! che contribuì subito ad accrescere la sua popolarità nell'ambiente della musica folk. L'album - costituito da un insieme di musiche di fattura canadese frammiste a temi universali - comprendeva molte canzoni destinate a diventare famose: fra le altre, For Lovin' Me, Early Mornin' Rain, Steel Rail Blues e Ribbon of Darkness.
Fra il 1966 e il 1969, Lightfoot registrò quattro altri album per la UA: The Way I Feel (1967), Did She Mention My Name? (1968), Back Here on Earth (1968) e il live Sunday Concert (1969). Durante quegli anni, furono molti i suoi dischi singoli che raggiunsero le top 40 canadesi: Go-Go Round, Spin, Spin e The Way I Feel. Il suo maggior successo del periodo fu però un brano scritto da altro autore: segnatamente, la canzone di Bob Dylan Just Like Tom Thumb's Blues, che raggiunse come migliore posizione il terzo posto nella classifica canadese nel dicembre 1965.
Sul piano internazionale, gli album di Lightfoot registrati in quel periodo ebbero buona accoglienza pur senza che da essi venisse estrapolato alcun singolo di particolare successo. Fuori dal Canada continuava ad essere maggiormente conosciuto come cantautore piuttosto che come cantante puramente inteso. Il suo successo comunque continuò a crescere costantemente per tutti gli anni sessanta, favorito anche dal tour canadese del 1967 e da concerti tenuti a New York. Dal 1967 al 1974 Lightfoot tenne poi concerti in Europa e, in due circostanze diverse, in Australia. Da queste esibizioni la UA ricavò successivamente l'album-raccolta Best of, sorta di saluto all'artista pronto a passare alla Warner Bros./Reprise Records.

#### Gli anni con la Warner Bros./Reprise
Lightfoot firmò per la Warner Bros./Reprise nel 1970 ed ebbe il suo maggiore hit in USA con il singolo contenente If You Could Read My Mind'. La canzone era originariamente contenuta nell'album dello stesso anno Sit Down Young Stranger, che peraltro non vendette bene. Con il successo fatto segnare da questa canzone, l'album venne pubblicato nuovamente con il nuovo titolo If You Could Read My Mind: raggiunse la quinta posizione in classifica segnando un punto di svolta nella carriera del cantautore. Comprendeva anche nuove versioni di Me and Bobby McGee, The Pony Man, Your Love's Return e The Minstrel of The Dawn.

### Gli anni Ottanta
Fece parte nel 1985 del supergruppo Northern Lights che vide riuniti artisti canadesi per l'incisione del brano singolo Tears Are Not Enough i cui proventi furono donati alla popolazione dell'Etiopia colpita da una carestia.
Tre anni dopo, nel 1988, fu tra gli artisti che si esibirono nella cerimonia di apertura dei XV Giochi olimpici invernali di Calgary. 

### Ultimi anni

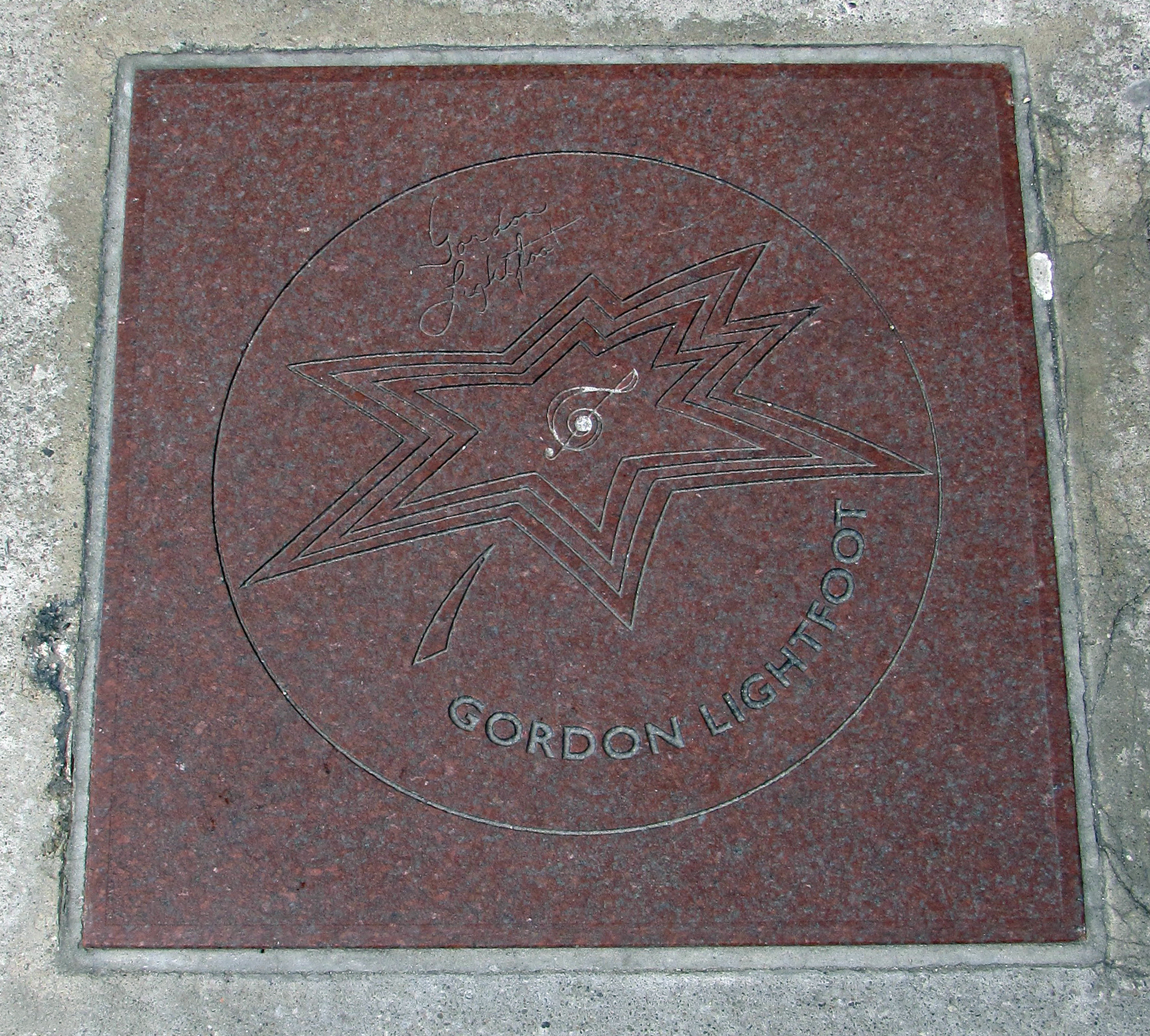
Il nome del cantante inserito tra le celebrità della Canada's Walk of Fame

Il suo nome fu inserito nel 1998 fra quelli delle celebrità della Canada's Walk of Fame.
Nel luglio 2005 prese parte al Live 8 Barrie, il raduno musicale interno al Live 8 tenutosi al Park Place di Barrie, presso Toronto.
Lighfoot è morto a Toronto il 1º maggio 2023.

## Vita privata
Si unì in matrimonio tre volte ed ebbe sei figli, Fred, Ingrid, Eric, Galen, Miles e Meredith. Dal 2014 fino alla morte fu sposato con Kim Hasse.

## Discografia

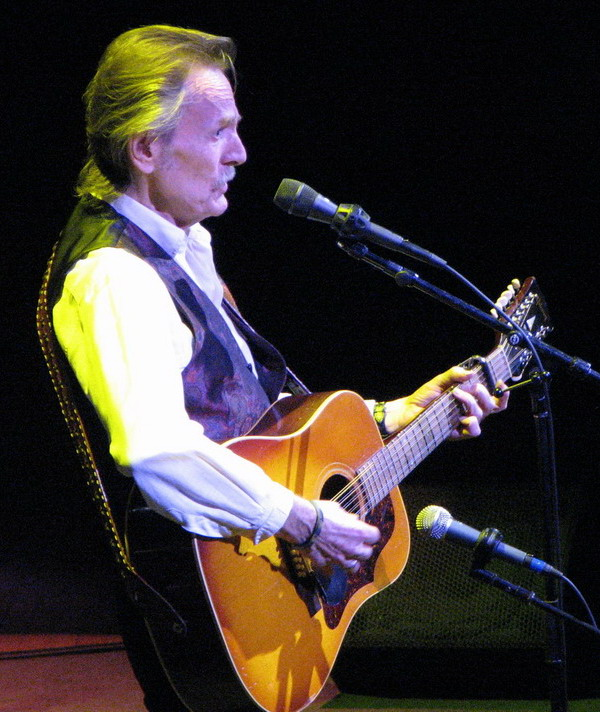
Gordon Lightfoot nel 2008 in concerto alla Massey Hall di Toronto, Ontario (foto: Kasra Ganjavi)

### Album in studio
- 1966 - Lightfoot!
- 1967 - The Way I Feel
- 1968 - Did She Mention My Name?
- 1969 - Back Here on Earth
- 1970 - Sit Down Young Stranger
- 1971 - Summer Side of Life
- 1972 - Don Quixote
- 1973 - Old Dan's Records
- 1974 - Sundown
- 1975 - Cold on the Shoulder
- 1976 - Summertime Dream
- 1978 - Endless Wire
- 1980 - Dream Street Rose
- 1982 - Shadows
- 1983 - Salute
- 1986 - East of Midnight
- 1993 - Waiting for You
- 1998 - A Painter Passing Through
- 2004 - Harmony

## Formazione

### Ultima
- Gordon Lightfoot - voce, chitarra
- Terry Clements - chitarra
- Michael Heffernan - tastiera
- Rick Haynes - basso
- Berry Keane - batteria